# Alias (命令)

在计算机运算中，alias 是许多命令行界面的命令，比如 Unix shell，4DOS/4NT 和 Windows PowerShell 等，它给用户提供了别名——也就是用自定义字符串替换指定命令的功能，通常用于简写系统命令，或给常用命令添加默认选项，MS-DOS 和 Microsoft Windows 操作系统內，通常使用 DOSKey 命令定义别名。
alias 命令的作用时间是命令运行之后到 shell 会话结束，经常使用的别名可在 shell 的配置文件比如 C Shell（csh）的 ~/.cshrc 或 Bourne Again Shell 的 ~/.bashrc 里定义，如此当相应的 shell 会话启动后就可以使用这些自定义的别名了。alias 命令可以直接写入这些配置文件，或单独放在一个文件，比如 .alias 里，或依用户使用的解释器分别定义于 .alias-bash，.alias-csh 等文件，然后使用 source 命令执行该文件来设定。

## 定义别名
别名可以使用给 alias 命令指定键值对参数的方式定义，在 Bash 內，语法如下：
```
alias copy='cp'
```

同样的别名，在 csh 或 tcsh 里可以这样指定：
```
alias copy "cp"
```

这个别名的作用，是当用户在命令行內输入 copy 时，命令行解释器会把该命令替换为 cp 命令来执行。
在 4DOS/4NT 命令行內，可以使用以下命令把 cp 定义为 4DOS 的 copy 命令的别名：
```
alias cp copy
```

要在 Windows PowerShell 內定义别名，可以使用以下命令：
```
new-alias ci copy-item
```

以上命令给 Windows PowerShell 的 copy-item 命令定义了一个别名 ci，因此用户在 Windows PowerShell 里输入 ci 时，实际执行的是 copy-item 命令。

## 历史
Unix 內，alias 命令是由 C shell 引入的，之后也被加入到 tcsh 和 Bash 內。C shell 的别名被严格限制在一行里，复杂的 shell 语言则需要多行，不过单行别名对建立快捷的命令仍然很有用。Bourne shell（sh）內没有别名功能，但它有更强大的 shell 函数方式。Bash 和 Korn shell（ksh）则同时支持函数和别名，并建议在可能时尽量使用函数。

## 查看當前已定義的别名
要查看當前命令行已定義的别名，可以用以下命令：
```
alias          # 不帶參數運行 alias 命令，可顯示當前已定義的别名列表
alias -p       # 同上，但在 4DOS/4NT 和 PowerShell 里無效
alias 
myAlias
  # 顯示指定别名取代的實際命令
```

## 忽略别名
在 Unix shells 里，如果别名已经指定过，可以把命令放在引号里，或在前面添加一个反斜杠来使别名定义失效。比如，若已定义了以下别名：
```
alias ls='ls -la'
```

要使以上别名失效并强制执行原始的 ls 命令，可使用以下语法：
```
'ls'
```

或
```
\ls
```

在 4DOS/4NT 命令行里，则可以在命令前面添加星号来使已定义的别名失效，比如，可用以下方式定义别名：
```
alias dir = *dir /2/p
```

第二个 dir 命令前的星号，确保其运行的是原始的 dir 命令，避免递归地别名展开，用户还可以运行以下命令，确保运行的是原始（未设定别名的）dir 命令：
```
*dir
```

## 更改别名
在 Windows PowerShell 里，可使用以下命令更改一个已经存在的别名：
```
set-alias ci cls
```

运行以上命令后，ci 将变成 cls 命令的别名。

## 删除别名
在 Unix shell 和 4DOS/4NT 里，别名可以通过 unalias 命令清除：
```
 
unalias
 
copy
          
# 删除 copy 别名

 
unalias
 
-a
            
# -a 选项会清除所有已定义的别名，此选项在 4DOS/4NT 里无效

```

```
unalias *             # 4DOS/4NT 的清除别名命令，支持通配符
```

在 Windows PowerShell 里，别名可用以下命令删除：
```
 
remove-item
 
alias
:
ci
  
# 删除别名 ci

```

## 特性

### Chaining
别名通常只替换第一个词，但有些命令行解释器，比如 Bash 和 ksh 允许替换一个字符序列或几个单词，这个特性使用 shell 函数方式是做不到的。
通常的语法是在第一个定义的别名所替换的命令后加一个空格，比如定义以下两个别名：
```
alias list='ls '      # 注意 ls 后面的空格
alias long='-Flas'    # ls 的选项
```

然后可运行
```
list long myfile      # 运行时被解释为 
ls -Flas myfile
```

来列出文件详细信息，可见命令行解释器对 long 也进行了别名展开。

### 别名里的引用
要使用单引号定义一个里面带有单引号的别名，比如要给以下 perl 脚本定义别名：
```
 $ perl -pe 's/^(.*) foo/$1 bar/;'
```

你不能这样简单转义：
```
 $ alias foo2bar='perl -pe \'s/^(.*) foo/$1 bar/;\'' # 错误：反斜杠并不会对后一个字符进行转义
```

不过，可以这样：
```
 $ alias foo2bar='perl -pe '\''s/^(.*) foo/$1 bar/;'\''' # 把反斜杠放在引号里使之成为 '\'
```

但你可以在双引号里使用单引号。
```
 $ alias foo2bar='perl -pe '"'"'s/^(.*) foo/$1 bar/;'"'"''
```

你也可以使用 shell 函数方式，而非使用别名。

### 命令参数
在 C Shell 里，命令的参数可以通过字符串 \!* 嵌入到别名定义里，比如定义以下别名：
```
alias l-less 'ls \!* | less'
```

然后执行 l-less /etc /usr，命令会被展开成 ls /etc /usr | less，即列出 /etc 和 /usr 两个目录的文件，且满屏后暂停，若没有 \!*，
```
alias l-less 'ls | less'
```

会被展开成 ls | less /etc /usr，这将会错误的试图用 less 打开后两个目录。
Bash 和 Korn shell 里，可以使用 shell 函数做到，参见下文的备选段落。

## 典型别名
Bash 里一些常用的别名：
```
alias ls='ls --color=auto' # 输出显示为彩色
alias la='ls -Fa'          # 列出所有文件
alias ll='ls -Fls'         # 列出文件详细信息

alias rm='rm -i'           # 删除前需确认
alias cp='cp -i'           # 覆盖前需确认
alias mv='mv -i'           # 覆盖前需确认

alias vi='vim'             # 输入 vi 命令时使用 vim 编辑器
```

Windows PowerShell 的标准别名：
```
new-alias cd set-location

new-alias ls get-childitem
new-alias dir get-childitem

new-alias echo write-output
new-alias ps get-process
new-alias kill stop-process
```

## 备选
别名应保持简单，否则应考虑以下备选方式：
- 命令脚本，通过脚本可以创建新的系统命令。

- 符号链接，可放在 /usr/local/bin 给所有用户使用，或放在用户自己的 $HOME/bin 目录，只供自己使用。这提供了一个调用命令的新方式，并在某些情况下，对少数支持使用调用名选择操作模式的命令，允许使用其隐含的命令函数。

- Shell 函数，特别是如果命令需要修改 shell 内部运行环境（如环境变量）、改变当前工作目录、或在非交互 shell 使用情况下出现在搜索路径里面（特别是“较安全的” rm，cp，mv 版本等等）。

别名最常见的使用方式，是给命令添加常用的选项，这可以使用定义简单 Shell 函数的方式代替：
```
 
alias
 
ll
=
'ls -Flas'
              
# 列出文件详细信息，别名方式

 
ll
 
()
 
{
 
ls
 
-Flas
 
"
$@
"
 
;
 
}
        
# 列出文件详细信息，Shell 函数方式

```

把 ls 本身定义成函数，可以用以下方式定义（注意这是 Bash 的 ls 命令，较老的 Bourne shell 需要使用 /bin/ls 代替）：
```
 
ls
 
()
 
{
 
command
 
ls
 
--color
=
auto
 
"
$@
"
 
;
 
}

```